# 新訂高等小学唱歌
新訂高等小学唱歌（しんていこうとうしょうがくしょうか）は、1935年に文部省が発行した高等小学校用の唱歌教科書である。
全曲が新曲で先に編集された『高等小学唱歌』とは直接の関連はなく、むしろ『新訂尋常小学唱歌』の続編というのがふさわしい。第一学年用から第三学年用(高等小学校の修業年限は3年生にすることもできた)まで、男女別の全6冊である。別に男女合併の教師用があり、伴奏がついていた。作曲は信時潔を代表として、長谷川良夫、下総皖一など東京音楽学校の関係者が担当した。尋常小学校と違い高等小学校では合唱曲も教えることができた。そのため、第一学年用では2部合唱曲が、第二学年用では3部合唱曲、2部輪唱曲、第3学年用では3部合唱曲、3部輪唱曲が収録されてきた。また、劇形式の曲、平曲の節を取り入れた曲もあった。戦後も一部の曲は新制中学校の音楽の教科書に再録された。
| 前 新訂尋常小学唱歌 | 文部省唱歌 | 次 ウタノホン |